# Gordon Joseph Gray
Gordon Joseph Gray (Edimburgo, 10 agosto 1910 – Edimburgo, 19 luglio 1993) è stato un cardinale e arcivescovo cattolico britannico.

## Biografia
Nacque a Edimburgo il 10 agosto 1910.
Fu arcivescovo di Saint Andrews ed Edimburgo dal 20 giugno 1951 al 30 maggio 1985.
Fu presidente della Commissione internazionale sull'inglese nella liturgia.
Papa Paolo VI lo elevò al rango di cardinale nel concistoro del 28 aprile 1969.
Morì il 19 luglio 1993 all'età di 82 anni.

## Genealogia episcopale e successione apostolica
La genealogia episcopale è:
- Cardinale Scipione Rebiba
- Cardinale Giulio Antonio Santori
- Cardinale Girolamo Bernerio, O.P.
- Arcivescovo Galeazzo Sanvitale
- Cardinale Ludovico Ludovisi
- Cardinale Luigi Caetani
- Cardinale Ulderico Carpegna
- Cardinale Paluzzo Paluzzi Altieri degli Albertoni
- Papa Benedetto XIII
- Papa Benedetto XIV
- Papa Clemente XIII
- Cardinale Marcantonio Colonna
- Cardinale Giacinto Sigismondo Gerdil, B.
- Cardinale Giulio Maria della Somaglia
- Cardinale Carlo Odescalchi, S.I.
- Cardinale Costantino Patrizi Naro
- Cardinale Lucido Maria Parocchi
- Papa Pio X
- Cardinale Gaetano De Lai
- Cardinale Raffaele Carlo Rossi, O.C.D.
- Cardinale William Godfrey
- Cardinale Gordon Joseph Gray

La successione apostolica è:
- Vescovo Michael Foylan (1965)
- Vescovo James Monaghan (1970)
- Arcivescovo Mario Joseph Conti (1977)
- Vescovo Agnellus Andrew, O.F.M. (1980)
- Vescovo Vincent Paul Logan (1981)
- Vescovo Maurice Taylor (1981)
- Cardinale Keith Michael Patrick O'Brien (1985)